# Noyant-d’Allier
Noyant-d’Allier – miejscowość i gmina we Francji, w regionie Owernia-Rodan-Alpy, w departamencie Allier.

## Demografia
Według danych na rok 1990 gminę zamieszkiwało 921 osób, a gęstość zaludnienia wynosiła 44 osoby/km². W styczniu 2015 r. Noyant-d’Allier zamieszkiwały 693 osoby, przy gęstości zaludnienia wynoszącej 33,1 osób/km².